# Précoce de Malingre
Le  précoce de Malingre est un cépage français de raisins blancs.

## Origine et répartition géographique
Le cépage est une obtention d'un jardinier des environs de Paris nommé Malingre vers 1840. L'origine génétique est inconnu mais ce serait un semis de pépins.
Il est peu cultivé en Belgique, Chine, Allemagne, France, Canada, Autriche et en Europe centrale.
Le cépage madeleine angevine est issu d'un croisement précoce de Malingre x madeleine royale

## Caractères ampélographiques
- Extrémité du jeune rameau légèrement duveteux à liseré faiblement carminé.
- Jeunes feuilles aranéeuses, vert jaunâtre.
- Feuilles adultes, à 5 lobes avec des sinus supérieurs en lyre à fonds aigus, un sinus pétiolaire en lyre, des dents anguleuses, étroites, en deux séries, un limbe glabre.

## Aptitudes culturales
La maturité est précoce: 10 jours avant le chasselas.

## Potentiel technologique
Les grappes sont moyennes et les baies sont de taille moyenne. La grappe est cylindro-conique, lâche. Les raisins sont de saveur simple. Il est sensible au mildiou et à la pourriture grise.

## Synonymes
Le précoce de Malingre est connu sous les noms de chasselas de tramontaner, early malingre, früher Malingre, Früher gelber Malinger, frühreifender Malingre, hodvapne, korai Malingre, Madeleine blanche de Malingre, malenga, malingrovo rané, malngr prekos, malengr ranii, prakosa, précoce blanc, precos blan; prekos de Malengr, seyanets Malengra